# Calem Nieuwenhof
Calem Nieuwenhof (* 17. Februar 2001 in North Curl Curl) ist ein australischer Fußballspieler, der bei Heart of Midlothian in der Scottish Premiership unter Vertrag steht.

## Karriere

### Verein
Nieuwenhof wurde in North Curl Curl, einem nördlichen Vorort von Sydney in Australien geboren. Aufgrund seines Vaters interessierte er sich schon in jungen Jahren für Fußball und wuchs als Fan des Sydney FC auf. Im Alter von vier Jahren wechselte er zum Curl Curl FC, bevor er mit 12 Jahren zu Manly United in die NPL-Jugendebene wechselte.
Nieuwenhof spielte danach in den Jugendmannschaften des Sydney FC in der A-League Youth und der New South Wales Premier League. Am 19. November 2020 gab Nieuwenhof sein  Debüt als Profi in der ersten Mannschaft, als er bei einer 1:2-Heimniederlage gegen Shanghai SIPG in der AFC Champions League zum Einsatz kam. Nieuwenhof unterzeichnete einen Monat später seinen ersten Profivertrag in Sydney. Am 2. Januar 2021 gab er sein Ligadebüt, als er gegen Wellington Phoenix in der Startelf stand und ein Tor beim 2:1-Sieg erzielte. Unter Steve Corica absolvierte er weitere acht Einsätze in der A-League 2020/21, bis er einen Wirbelbruch im Rücken erlitt, was ihn zu einer Spielpause zwang. Nieuwenhof kehrte in den Kader zurück und bestritt am 24. November 2021 sein erstes Spiel seit acht Monaten gegen Sydney Olympic im FFA Cup. Aufgrund von Verletzungen hatte er Schwierigkeiten, in den Kader zu kommen, und bis zum Ende der Saison 2021/22 bestritt er nur zwei Ligaspiele mit einer Gesamtspielzeit von 48 Minuten. Am 19. Mai 2022 verließ Nieuwenhof den Sydney FC, durfte aber im Verein bleiben, bis er sich vollständig von seiner Verletzung erholt hatte.
Am 6. Juni 2022 unterzeichnete Nieuwenhof einen Zweijahresvertrag beim Stadtrivalen Western Sydney Wanderers. Am 9. Oktober gab er sein Ligadebüt bei einem 1:0-Sieg gegen Perth Glory. Bis November führte Nieuwenhof die Liga bei Zweikämpfen (28) an und belegte in den ersten sechs Spielen der Saison den dritten Platz bei Balleroberungen (58) hinter Neil Kilkenny und seinem ehemaligen Teamkollegen Luke Brattan, was dazu führte, dass er sich die Nominierung zum besten Jungprofi im Oktober/November sicherte. Während der Ligasaison war Nieuwenhof Stammspieler trotz eines erfahrenen Mittelfelds mit Oliver Bozanic, Romain Amalfitano und dem ehemaligen Teamkollegen Miloš Ninković. Später war er zusammen mit dem ehemaligen Premier-League-Spieler Morgan Schneiderlin im defensiven Mittelfeld aktiv, der im Januar 2023 auf Leihbasis kam und Nieuwenhof aufgrund seiner Erfahrungen in den Top-Ligen Europas half. Schneiderlin lobte seine Professionalität im Training und seine Leistungen in Spielen. Ebenso drückte Nieuwenhof seine Bewunderung für Schneiderlin aus und erwiderte das Lob nach dem ersten Spiel des Paares gegen Western United. Am 19. Februar 2023 erzielte Nieuwenhof sein erstes Tor für den Verein und fügte eine Vorlage bei einem 4:4-Auswärtsremis gegen Adelaide United hinzu. Am 18. März erhöhte er seine Bilanz auf drei Saisontore, nachdem er beim 4:0-Sieg im Sydney Derby gegen seinen ehemaligen Verein aus 25 Metern an Andrew Redmayne vorbeigeschossen hatte. Sein Tor wurde zum Tor der Woche gekürt. Nieuwenhof führte seine Mannschaft am Ende der Ligasaison auf den vierten Platz und half den Wanderers, sich zum ersten Mal für die A-League-Finalserie zu qualifizieren. Er beendete die Saison mit 4 Toren in 27 Einsätzen bei den Wanderers.
Am 22. Juli 2023 unterzeichnete Nieuwenhof einen Vierjahresvertrag bei Heart of Midlothian aus Schottland, nachdem dieser eine nicht genannte Ablösesumme zahlte. Als erster Neuzugang des Vereins im Sommer schloss er sich seinen Landsleuten Kye Rowles, Nathaniel Atkinson und Cameron Devlin an. Am 5. August 2023 gab Nieuwenhof sein Debüt für die „Hearts“ bei einem 2:0-Sieg über den FC St. Johnstone.

### Nationalmannschaft
Im März 2023 wurde Nieuwenhof nach seinen starken Leistungen auf Vereinsebene bei den Western Sydney Wanderers in das australische U23-Trainingslager berufen, um sich auf die Qualifikation für die Olympischen Spiele 2024 in Paris vorzubereiten. Am 24. März gab er sein Debüt für die Olyroos und startete im Spiel gegen die Schweiz. Bei der knappen 0:1-Niederlage im Stadio Comunale Bellinzona wurde er für Ryan Teague ausgewechselt.
Am 24. Mai 2023 wurde Nieuwenhof in die australische U23-Kaderliste für das Turnier von Toulon in Frankreich aufgenommen. Nieuwenhof startete im ersten Spiel gegen Katar. Nach einem weiteren Einsatz in der Gruppenphase gegen Mexiko verlor Nieuwenhof mit Australien im Halbfinale gegen Panama. Das Spiel um Platz 3 gewann er mit seiner Mannschaft gegen den Gastgeber aus Frankreich mit 2:0.